# Turritopsis chevalense
La Turritopsis chevalense Thorneley, 1904 è un idrozoo della famiglia Oceaniidae.

## Descrizione
Le colonie di idroidi sono ramificate, con peduncoli adnati dai quali nascono le giovani meduse e facilmente identificabili col genere Turritopsis. Non si hanno notizie certe sulle meduse adulte.

## Distribuzione
La T. chevalense è una specie tropicale, presente nell'Oceano Indiano, nel golfo di Manaar (Sri Lanka) ed a volte in Indonesia. Le colonie si trovano in acque poco profonde, fra i 10m e 15m.